# Пуос-д'Альпаго
Пуос-д'Альпаго, Пуос-д'Альпаґо (італ. Puos d'Alpago, вен. Puos d'Alpago) — колишній муніципалітет в Італії, у регіоні Венето, провінція Беллуно. З 23 лютого 2016 року Пуос-д'Альпаго є частиною новоствореного муніципалітету Альпаго.
Пуос-д'Альпаго розташований на відстані близько 480 км на північ від Рима, 80 км на північ від Венеції, 12 км на схід від Беллуно.
Населення — 2522 особи (2014).

## Демографія
Населення за роками:

Станом на 31 грудня 2014 року в муніципалітеті офіційно проживало 186 іноземців з 25 країн, серед них 52 громадяни країн Євросоюзу та 18 громадян України.

## Сусідні муніципалітети
- К'єс-д'Альпаго
- Фарра-д'Альпаго
- П'єве-д'Альпаго
- Понте-нелле-Альпі
- Тамбре